# Humphrey Mijnals
Humphrey August Mijnals (Moengo, 21 december 1930 – Utrecht, 27 juli 2019) was een Surinaams-Nederlands voetballer. Hij was de eerste voetballer van Surinaamse afkomst die voor het Nederlands elftal speelde. Mijnals speelde onder meer in de achterhoede van de Utrechtse Eredivisieclub Elinkwijk.

## Voetbalcarrière

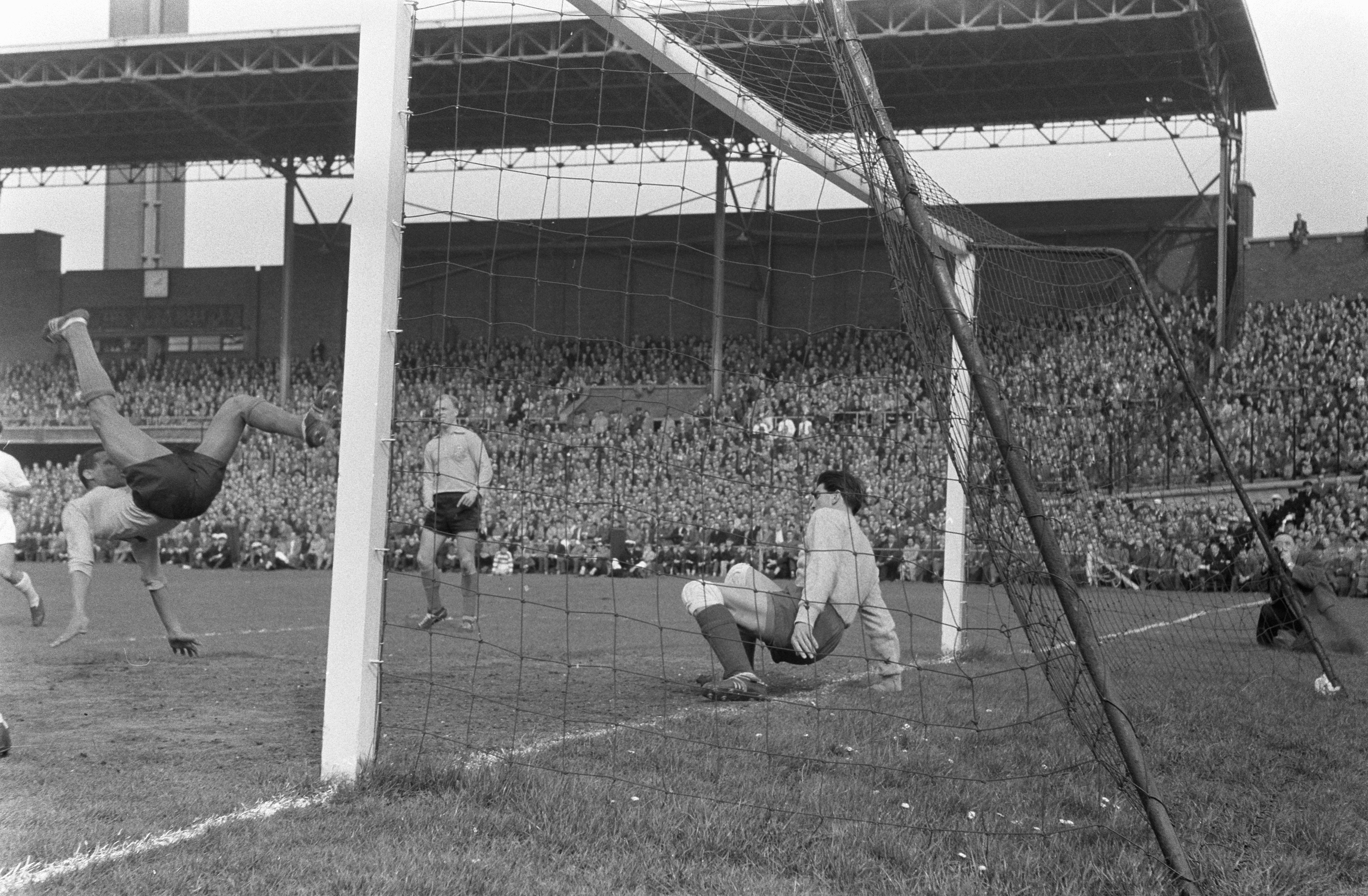
De omhaal van Mijnals tegen Bulgarije (1960)

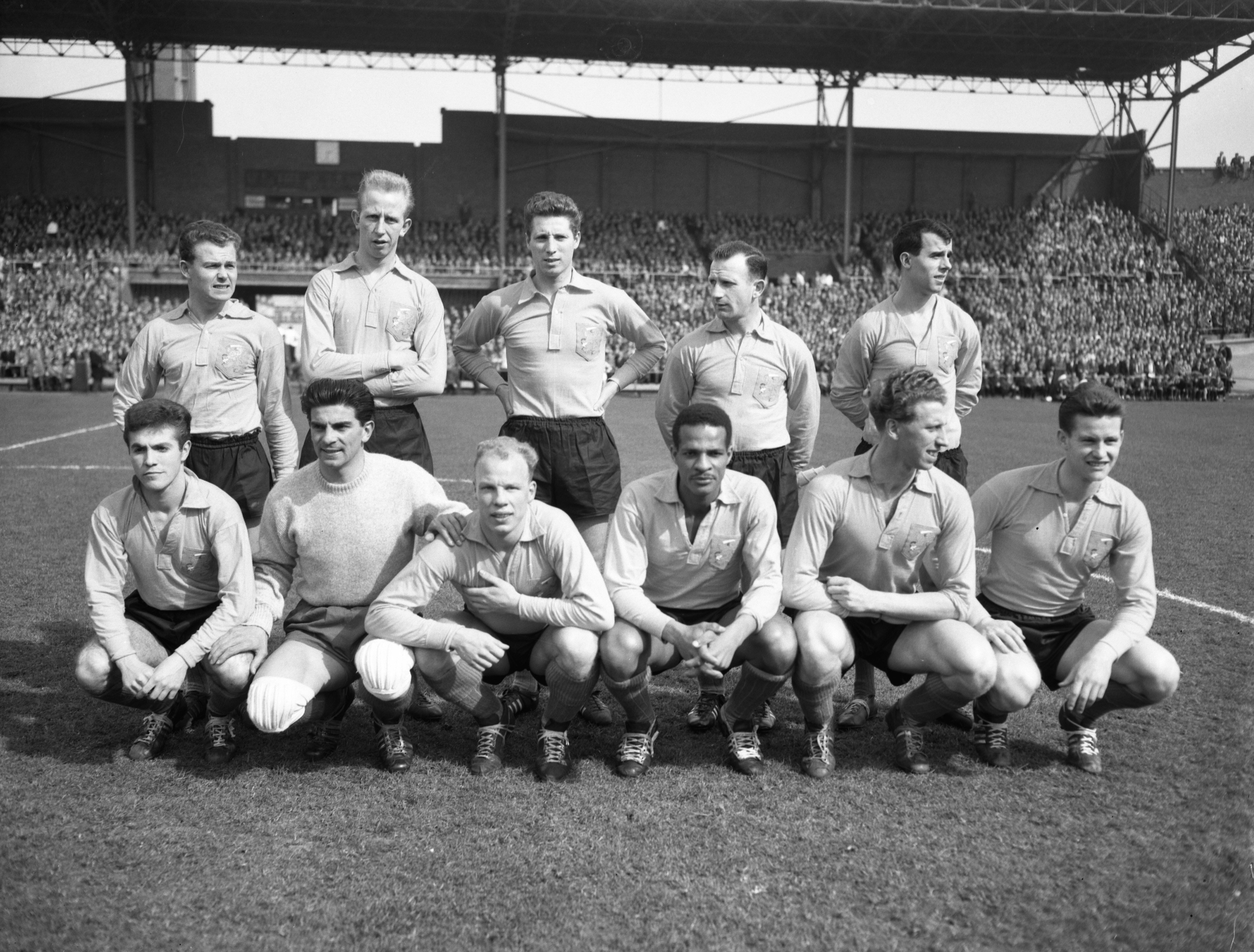
Het Nederlands Elftal dat uitkwam tegen Bulgarije met Mijnals. (1960)

Met de Surinaamse voetbalclub SV Robinhood werd hij viermaal landskampioen (1953-1956). Mijnals' eerste professionele internationale voetbalactiviteiten waren in Brazilië gedurende een half jaar. Hierna keerde hij terug naar Suriname. Voor zijn overkomst in 1956 naar USV Elinkwijk kreeg hij 15.000 gulden tekengeld terwijl zijn club een transfersom van 3000 gulden ontving. De club contracteerde meer Surinaamse voetballers, samen bekend geworden als het "klavertje vijf". Behalve de broers Humphrey en Frank Mijnals waren dat Michel Kruin, Erwin Sparendam en Charley Marbach. In deze periode werd Mijnals vaak geconfronteerd met racistische uitingen. Daarna speelde hij voor DOS en SC 't Gooi, dat later werd omgedoopt in SC Gooiland.  
Hij debuteerde in het Nederlands voetbalelftal op 3 april 1960 in een thuisinterland tegen Bulgarije. Mijnals, bijgenaamd Minna, is vooral beroemd vanwege een omhaal die hij in die wedstrijd in het eigen doelgebied maakte, nadat de bal na een doelpoging van een van de Bulgaren via de lat weer het veld in kwam. Op dat moment had de arbiter overigens al gefloten vanwege buitenspel.
In totaal speelde Mijnals voor Nederland 'slechts' drie interlands, waaronder eentje tegen Suriname, omdat hij in conflict raakte met de KNVB. Het conflict rees na een oefentrip naar Zuid- en Midden-Amerika. Tegenover een journalist deed hij zijn beklag over het vertoonde spel en selectiebeleid, waarna hij door de bond op de lijst van ongewenste spelers werd geplaatst.
Daarnaast speelde hij 45 keer in het Surinaams nationaal elftal waarbij hij eenmaal scoorde, al is onduidelijk hoeveel van die wedstrijden als officiële interland gelden omdat er veel gespeeld werd tegen clubteams, regionale selecties of landen die niet bij de FIFA aangesloten waren. Na zijn spelersloopbaan werd hij actief als trainer van de Utrechtse amateurclub Faja Lobi die geheel bestond uit Surinaamse Nederlanders. In 1999 werd hij gekozen tot Surinaams voetballer van de eeuw. Mijnals kreeg bovendien op 24 augustus 2008 de Sportpenning van de gemeente Utrecht.

## Carrièrestatistieken
| Seizoen         | Club            | Land               | Competitie           | Competitie | Competitie | Beker | Beker | Internationaal | Internationaal | Overig | Overig | Totaal | Totaal |
| Seizoen         | Club            | Land               | Competitie           | Wed.       | Dlp.       | Wed.  | Dlp.  | Wed.           | Dlp.           | Wed.   | Dlp.   | Wed.   | Dlp.   |
| --------------- | --------------- | ------------------ | -------------------- | ---------- | ---------- | ----- | ----- | -------------- | -------------- | ------ | ------ | ------ | ------ |
| 1956/57         | USV Elinkwijk   | Nederland          | Eredivisie           | 4          | 0          | 0     | 0     | 0              | 0              | 0      | 0      | 4      | 0      |
| 1957/58         | USV Elinkwijk   | Nederland          | Eredivisie           | 33         | 0          | 3     | 0     | 0              | 0              | 1      | 0      | 36     | 0      |
| 1958/59         | USV Elinkwijk   | Nederland          | Eredivisie           | 32         | 0          | 1     | 0     | 0              | 0              | 0      | 0      | 33     | 0      |
| 1959/60         | USV Elinkwijk   | Nederland          | Eredivisie           | 34         | 2          | –     | –     | 0              | 0              | 1      | 0      | 35     | 2      |
| 1960/61         | USV Elinkwijk   | Nederland          | Eredivisie           | 31         | 0          | 7     | 0     | 0              | 0              | 2      | 0      | 40     | 0      |
| 1961/62         | USV Elinkwijk   | Nederland          | Eerste divisie       | –          | 0          | –     | 0     | 0              | 0              | 0      | 0      | –      | 0      |
| 1962/63         | USV Elinkwijk   | Nederland          | Eerste divisie       | –          | 0          | –     | 0     | 0              | 0              | 0      | 0      | –      | 0      |
| 1962/63         | Utrecht XI      | Europa             | Jaarbeursstedenbeker | –          | –          | –     | –     | 3              | 0              | –      | –      | 3      | 0      |
| 1963/64         | DOS             | Vlag van Nederland | Eredivisie           | 17         | 1          | 1     | 0     | 2              | 0              | 0      | 0      | 20     | 1      |
| 1964/65         | SC 't Gooi      | Nederland          | Tweede divisie B     | –          | 0          | 1     | 0     | 0              | 0              | 0      | 0      | –      | 0      |
| 1965/66         | SC Gooiland     | Nederland          | Tweede divisie A     | –          | 2          | –     | 0     | 0              | 0              | 0      | 0      | –      | 2      |
| Carrière totaal | Carrière totaal | Carrière totaal    | Carrière totaal      | –          | 5          | –     | 0     | 5              | 0              | 4      | 0      | –      | 5      |

## Na de voetballerij
Naast het trainen van Faja Lobi had Mijnals een tabakswinkel en vervulde hij een administratieve functie bij de voormalige bedrijfsvereniging voor de Detailhandel, Ambachten en Huisvrouwen.

## Commissie Mijnals
Begin 2020 werd door de Koninklijke Nederlandse Voetbalbond (KNVB) de commissie Mijnals opgericht. De commissie heeft als doel inclusiviteit te bevorderen en racisme tegen te gaan en adviseert de KNVB en de Rijksoverheid gevraagd en ongevraagd. Voorzitter van de commissie is Humberto Tan.